# Eufònia elegant
L'eufònia elegant (Euphonia elegantissima) és una espècie d'ocell passeriforme de Mèxic i Amèrica Central. Tradicionalment la hi ha col·locat com a pertanyent a la família Thraupidae, encara que bé podria formar part de Fringillidae.